# Wärmedämmperimeter
Der Wärmedämmperimeter bezeichnet die das beheizte Volumen eines Gebäudes umfassende Fläche, an der die Wärmeleitung am meisten behindert wird. Er wird bei der Gebäudeplanung festgelegt, indem man eine Wärmedämmung an den entsprechenden Orten platziert. Der Wärmedämmperimeter bezeichnet die Gesamtheit aller lokalen Flächen, an denen der Hauptwärmewiderstand der Konstruktion eines Gebäudes entlangläuft, sofern eine Wärmedämmung für das Gebäude vorgesehen ist. Der Wärmedämmperimeter verläuft entlang der Hüllfläche des geringsten Wärmedurchgangskoeffizienten (U-Wert) einer Baukonstruktion.

## Anforderung
Der Wärmedämmperimeter muss das beheizte Gebäudevolumen hermetisch umschließen. An dieser Stelle ist das größte Temperaturgefälle zwischen der Raumtemperatur und der Außentemperatur anzutreffen.

## Anwendung
Die aus dem Wärmedämmperimeter abgeleitete Fläche bildet die Grundfläche zur Energiebezugsfläche bzw. Gebäudenutzfläche. Nebenräume die innerhalb des Wärmedämmperimeters liegen müssen jedoch nicht zwingend addiert werden.
Durch die Materialstärke einer Wärmedämmung gegeben, wird der Wärmedämmperimeter an der Außenseite des Nutzvolumens angenommen.